# A7V
Sturmpanzerwagen A7V – czołg używany przez Armię Cesarstwa Niemieckiego w czasie I wojny światowej.

## Historia
O możliwości stworzenia gąsienicowego pojazdu opancerzonego myślano w Niemczech już od początku wojny. Pomysłem zainteresowała się armia niemiecka, ale że brakowało zdatnego do użytku podwozia gąsienicowego, skupiono się na samochodach pancernych. Już w 1915 roku stało się jasne, że samochody pancerne nie nadają się do przełamywania okopów wroga, więc próbowano stworzyć gąsienicową wersję samochodu pancernego Marienwagen. Początkowo planowano wymianę tylko tylnych kół na gąsienice, ale w październiku 1916 roku przednie koła także wymieniono. W marcu 1917 roku ukończono budowę kadłuba pancernego i przygotowano plany uzbrojenia, jednak projekty te okazały się nieopłacalne.
W tym samym czasie brytyjski czołg Mark I sprawdził się już w walce, a Niemcy korzystający do tej pory z czołgów zdobycznych, pośpiesznie zaczęli opracowywać własną wersję. Podobnie jak Francuzi, próbowano wykorzystać gąsienice ciągnika Holt i jako doradcę wezwano Leo Steinera, niemieckiego przedstawiciela firmy Holt. Początkowy projekt nazwano Geländespanzerwagen. Ważył 30 ton, posiadał dwa działa (z przodu i z tyłu) oraz karabiny maszynowe po bokach. Dla maszyny zaplanowano silnik o mocy 100 koni mechanicznych, który miał rozwijać prędkość 12 km/h po drodze i 6 km/h w terenie. Plan ten okazał się nierealny i nie uwzględniał warunków terenowych frontu.
W rozwój projektu czołgu zaangażował się inżynier Joseph Vollmer, natomiast Steiner pracował nad udoskonaleniem gąsienic Holta, tak by pasowały do czołgu, dzięki czemu projekt otrzymał „drugie życie”. W kwietniu 1917 roku rozwiązania techniczne były gotowe, a 14 maja zatwierdzono po kontroli drewniany prototyp czołgu. 1 grudnia 1917 roku zamówiono 100 maszyn nazwanych Sturmpanzerwagen A7V, z czego 20 zostało faktycznie ukończonych, gdyż niemiecki przemysł zbrojeniowy nie miał żadnych wolnych mocy produkcyjnych, by plan ten zrealizować w całości.

## Specyfikacja techniczna
Produkowane przez Daimler-Motoren-Gesellschaft A7V różniły się szczegółami konstrukcyjnymi, dlatego też różna była ich masa (30–33 tony). Czołg o długości 8 metrów, napędzany był dwoma centralnymi silnikami benzynowymi o mocy 100 KM (74,6 kW). Gąsienice miały długość 4,5 metra, a każdy tor miał 15 kół nośnych. Ponieważ prześwit wynosił zaledwie 20 centymetrów, poruszanie się po miękkim terenie powodowało poważne trudności. Czołg był w stanie pokonać jedynie rowy o szerokości 2,2 metra i przeszkody o wysokości 0,5 metra. A7V miał być mobilną fortecą współpracującą z piechotą, ale poza koncepcją fortecy zbyt mało uwagi poświęcono mobilności. Z przodu maszyny umieszczono jedno działo Maxim-Nordenfelt kalibru 57 milimetrów, a po bokach i z tyłu umieszczono w sumie sześć karabinów maszynowych MG08 kalibru 7,92 milimetra. W zbiornikach mieściło się 500 litrów paliwa. Załoga składała się z 18 żołnierzy: dowódcy, kierowcy, dwóch mechaników (prawy i lewy silnik), celowniczego działa, ładowniczego działa i dwunastu żołnierzy obsługujących karabiny maszynowe.

## Zastosowanie
A7V został po raz pierwszy użyty 21 marca 1918 roku podczas walk w rejonie kanału St. Quentin. Poza podniesieniem morale żołnierzy niemieckich na niewiele się one przydały. Pierwsza bitwa pancerna miała miejsce 24 kwietnia bieżącego roku, kiedy trzy A7V spotkały dwa „żeńskie” i jeden „męski” czołg Mark IV. Początkowo jeden A7V zmusił dwa „żeńskie” Mark IV do odwrotu, ale „męski” Mark IV ostrzelał go swoim działem QF 6 kalibru 57 milimetrów i zaatakował dwa kolejne A7V, zmuszając je do odwrotu. Tego samego dnia wszystkie 18 dostępnych A7V wzięło udział w walce, ale bez większego sukcesu; jeden z nich zdobyli Australijczycy i nazwali go Mephisto. W niektórych publikacjach pojawia się informacja, że po zakończeniu I wojny światowej Francja przekazała kilka zdobycznych maszyn Polsce, która korzystała z nich w 1920 roku, podczas wojny polsko-bolszewickiej, ale nie ma na to żadnego dowodu.

## Po wojnie
Po I wojnie światowej zbudowano co najmniej dwa kolejne A7V. Dach tych czołgów był bardziej pochylony, a uzbrojenie różniło się od standardowego A7V. Zamiast działa i karabinów maszynowych po bokach znajdowała się obrotowa wieża z karabinem maszynowym w każdym narożniku. Freikorps używał tych czołgów w 1919 roku, podczas tłumienia zamieszek w Berlinie.